# Дербеньов Леонід Петрович
Дербеньов Леонід Петрович (нар. 12 квітня 1931, Москва, СРСР — пом. 22 червня 1995, Москва, Росія) — радянський і російський поет-пісняр, автор віршів до естрадних пісень та пісень до кінофільмів.

## Біографія
Закінчив Московський юридичний інститут (1954).
Співпрацював з відомими композиторами: Олександром Флярковським, Андрієм Ешпаєм, Арно Бабаджаняном, Олександром Зацепіним, Давидом Тухмановим, В'ячеславом Добриніним, Юрієм Антоновим, Едуардом Колмановським, Максимом Дунаєвським, Юрієм Чернавським та багатьма іншими.
Пісні на вірші Л. Дербеньова виконували провідні співаки і актори радянської та російської естради: Алла Пугачова, Муслім Магомаєв, Тамара Міансарова, Валерій Ободзинський, ВІА «Веселые ребята», Аїда Ведищева, Володимир Трошин, Валентина Толкунова, Полад Бюльбюльогли, Еміль Горовець, Лев Лещенко, Володимир Пресняков та багато інших.
Леонід Петрович Дербеньов помер 22 червня 1995 р. в Москві, похований на Востряковському кладовищі.

### Пісні до кінофільмів
Пісні на вірші Дербеньова звучать у багатьох творах радянського і російського кінематографу, зокрема: 
- «Там, де закінчується асфальт» (1956)
- «Перший тролейбус» (1963, Одеська кіностудія)
- «Кавказька полонянка, або Нові пригоди Шурика» (1966)
- «Літери з ящика радиста» (1966, мультфільм)
- «Формула веселки» (1966, Одеська кіностудія)
- «Діамантова рука» (1968)
- «Янгол в тюбетейці» (1968)
- «Дивний характер» (1970)
- «Російське поле» (1971)
- «Дванадцять стільців» (1971)
- «Земля Саннікова» (1973)
- «Іван Васильович змінює професію» (1973)
- «Три дні в Москві» (1974)
- «Капітан Немо» (1975, Одеська кіностудія)
- «Між небом і землею» (1975)
- «Центровий з піднебесся» (1975)
- «Не може бути!» (1975)
- «Ці неймовірні музиканти, або Нові сновидіння Шурика» (1977)
- «Фантазії Веснухіна» (1977, Одеська кіностудія)
- «Чарівний голос Джельсоміно» (1977, Одеська кіностудія)
- «31 червня» (1978)
- «Жінка, яка співає» (1978)
- «Кухар і співачка» (1978)
- «Ах, водевіль, водевіль...» (1979)
- «Впізнай мене» (1979)
- «Проданий сміх» (1981)
- «Чародії» (1982, Одеська кіностудія)
- «Людина-невидимка» (1984)
- «Небезпечно для життя!» (1985)
- «Сезон див» (1985, Одеська кіностудія)
- «Вище Райдуги» (1985, Одеська кіностудія)
- «Не залишай...» (1989)
- «Приватний детектив, або Операція „Кооперація“» (1990)
- «Мушкетери двадцять років потому» (1991, Одеська кіностудія)
- «На Дерибасівській гарна погода, або На Брайтон-Біч знову йдуть дощі» (1992)
- «Білі ночі» (1992)
- «Дитина до листопада» (1992, Одеська кіностудія)
- «Таємниця королеви Анни, або Мушкетери тридцять років потому» (1993, за участю «Одеської кіностудії»)
- «Афери, музика, любов...» (1997) та ін.

Більшість пісень, написаних до кінофільмів, отримали своє самостійне життя на естраді.

### Естрадні пісні
Л. П. Дербеньов неодноразово ставав лауреатом конкурсів радянської пісні. Він — автор текстів безлічі популярних пісень, в числі яких такі шлягери, як (рос.):
«Анджела», «Атлантида», «Барыня-речка», «Белая дверь», «Волшебник-недоучка», «Всё могут короли», «Всё равно ты будешь мой», «Всё, что в жизни есть у меня», «Где же ты была?», «Город огромный», «Городские цветы», «Для тебя пою», «До свиданья, лето», «Добро пожаловать», «Друг друга мы нашли», «Еду я», «Если б я был султан», «Если долго мучиться», «Если любишь ты», «Есть только миг», «Загадка женщины», «Звёздный мост», «Зурбаган», «Кап-кап-кап или Маруся», «Качели», «Кленовый лист», «Когда молчим вдвоём», «Колдовство», «Костёр на снегу», «Кто виноват?», «Кто тебе сказал?», «Куда уходит детство?», «Лучший город Земли», «Любовь нас выбирает», «Любовь одна виновата», «Любовь — огромная страна», «Мамин вальс», «Мамина пластинка», «На Земле живёт любовь», «Найди себе друга», «Неповторимая весна», «Ни минуты покоя», «Он пришёл, этот добрый день», «Остров невезения», «Острова», «Отражение в воде», «Падает снег», «Песенка о медведях», «Песенка про меня», «Песня о родном крае», «Песня про Одиссея», «Помоги мне», «Прости, Земля», «Разговор со счастьем», «Рисуйте, рисуйте», «Рыжий конь», «С любовью встретиться», «Так не должно быть», «Там, в сентябре», «Три белых коня», «Ты говоришь мне о любви», «Ты поверь, поверь», «У моря, у синего моря», «Уходишь ты», «Я к тебе не подойду» та ін.

### Пам'ять
Пам'яті поета, що став воістину народним, присвячені телепередачі, документальні фільми, концерти та конкурси його імені.